# Episodi di Virgin River (quarta stagione)
La quarta stagione della serie televisiva Virgin River è stata pubblicata su Netflix il 20 luglio 2022.
| n° | Titolo originale      | Titolo italiano                 | Pubblicazione  |
| -- | --------------------- | ------------------------------- | -------------- |
| 1  | Be My Baby            | Il mio bambino                  | 20 luglio 2022 |
| 2  | Father Knows Best...? | Papà ha sempre ragione... o no? | 20 luglio 2022 |
| 3  | Grilled               | Sulla griglia                   | 20 luglio 2022 |
| 4  | Serious As A...       | Sul serio                       | 20 luglio 2022 |
| 5  | Mayday                | Mayday                          | 20 luglio 2022 |
| 6  | All's Faire...        | La fiera                        | 20 luglio 2022 |
| 7  | Otherwise Engaged     | Diversamente fidanzati          | 20 luglio 2022 |
| 8  | Talk to me            | Parlami                         | 20 luglio 2022 |
| 9  | Bombshells            | Notizie bomba                   | 20 luglio 2022 |
| 10 | Fire and Rain         | Fuoco e pioggia                 | 20 luglio 2022 |
| 11 | Once Again            | Di nuovo                        | 20 luglio 2022 |
| 12 | The Long Goodbye      | Un lungo arrivederci            | 20 luglio 2022 |